# 周文元
周文元（1940年—），天津人，中国人民解放军将领、中国人民解放军中将。
1990年，授予中国人民解放军中将，曾任中国人民解放军总政治部副主任。